# Uppståndelsekapellet, Stockholm
Uppståndelsekapellet är en byggnad på Skogskyrkogårdens södra del i Gamla Enskede inom Stockholms kommun. Kapellet är ritat av arkitekten Sigurd Lewerentz och invigdes den 26 december 1925. Sedan 1994 är Skogskyrkogården ett av Unescos världsarv.

## Bakgrund
Skogskyrkogårdens båda arkitekter Gunnar Asplund och Sigurd Lewerentz hade en intern överenskommelse att turas om när det gällde att rita nya byggnader inom kyrkogården. Asplunds Skogskapellet stod färdigt 1920 och nu var det Lewerentz tur att ta itu med nästa uppdrag. Det gällde ett kapell i begravningsplatsens södra del och ett separat avtal slöts mellan kykogårdsnämnden och Lewerentz. De första ritningarna som Lewerentz presenterade liknade Asplunds Skogskapell men redan efter två månader kom Lewerentz med nya ritningar som visade ett genomgångskapell, som innebär att begravningsföljet efter ceremonin fortsätter ut genom en dörr mittemot ingången. De sörjande skulle inte behöva vända blicken tillbaka. Lewerentz ritningsförslag avvisades dock av bland andra ärkebiskop Nathan Söderblom och projektet blev vilande till mars 1922.
Under tiden hade kyrkogårdsnämnden ändrat förutsättningarna vilket innebar en kraftigare utbyggnad av kyrkogårdens sydöstra del. Ritningarna till ett större kapell drogs upp av Lewerentz 1922 och den 26 januari 1923 godkändes hans ritningar av nämnden. Byggnadsarbetena upptogs samma år och invigningen skedde den 15 december 1925. Vid invigningen sjöng Engelbrektskören, sångsolist var arkitekt Sven Markelius som var en bra sångare. Kostnaderna inklusive yttre murar och inredning uppgick till ungefär 268 000 kronor. Förhallens skulpturgrupp hade bekostats av Eva Bonniers donationsnämnd.

## Byggnad och inredning

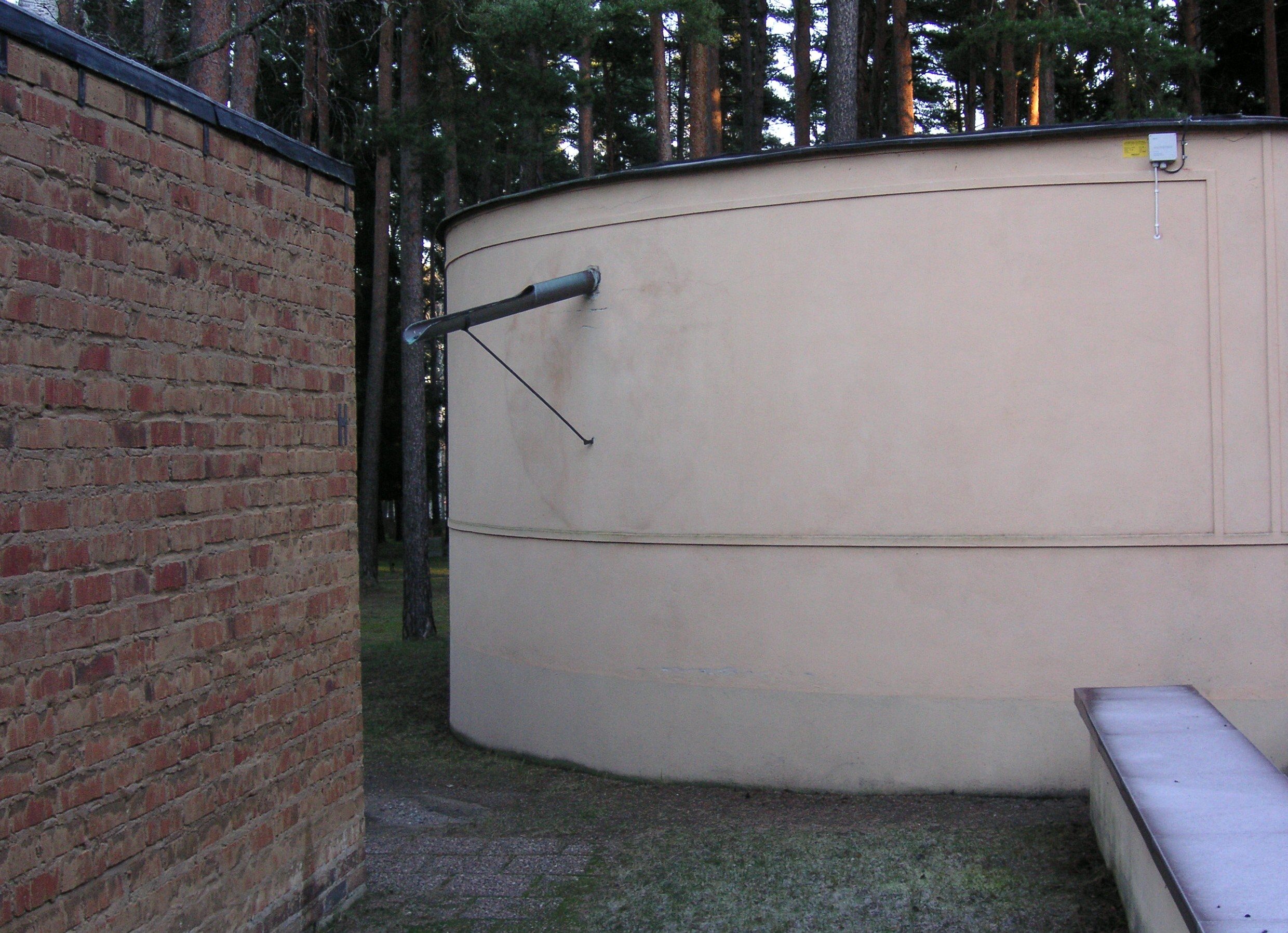
Kapellets väntrum, detalj.

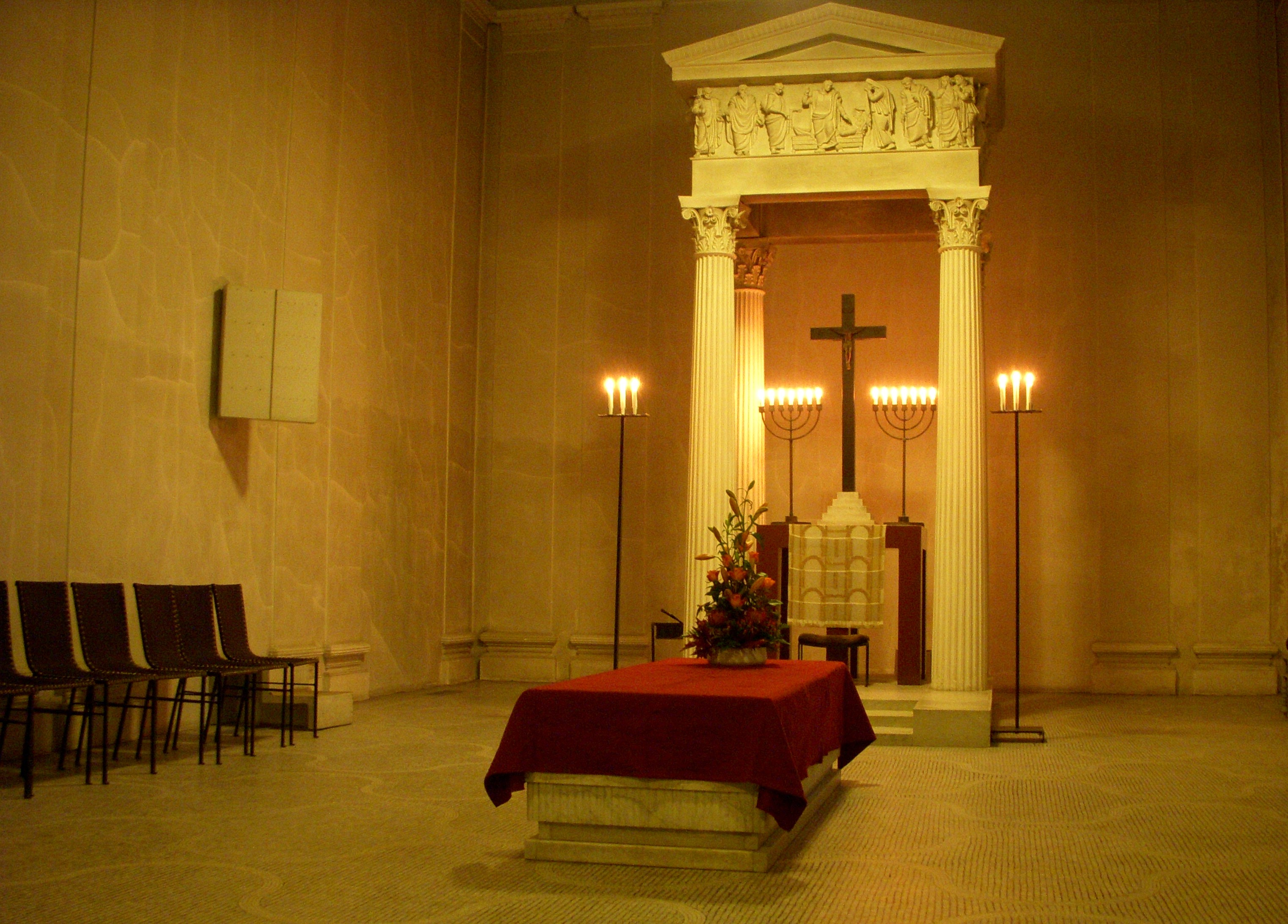
Kapellets interiör.

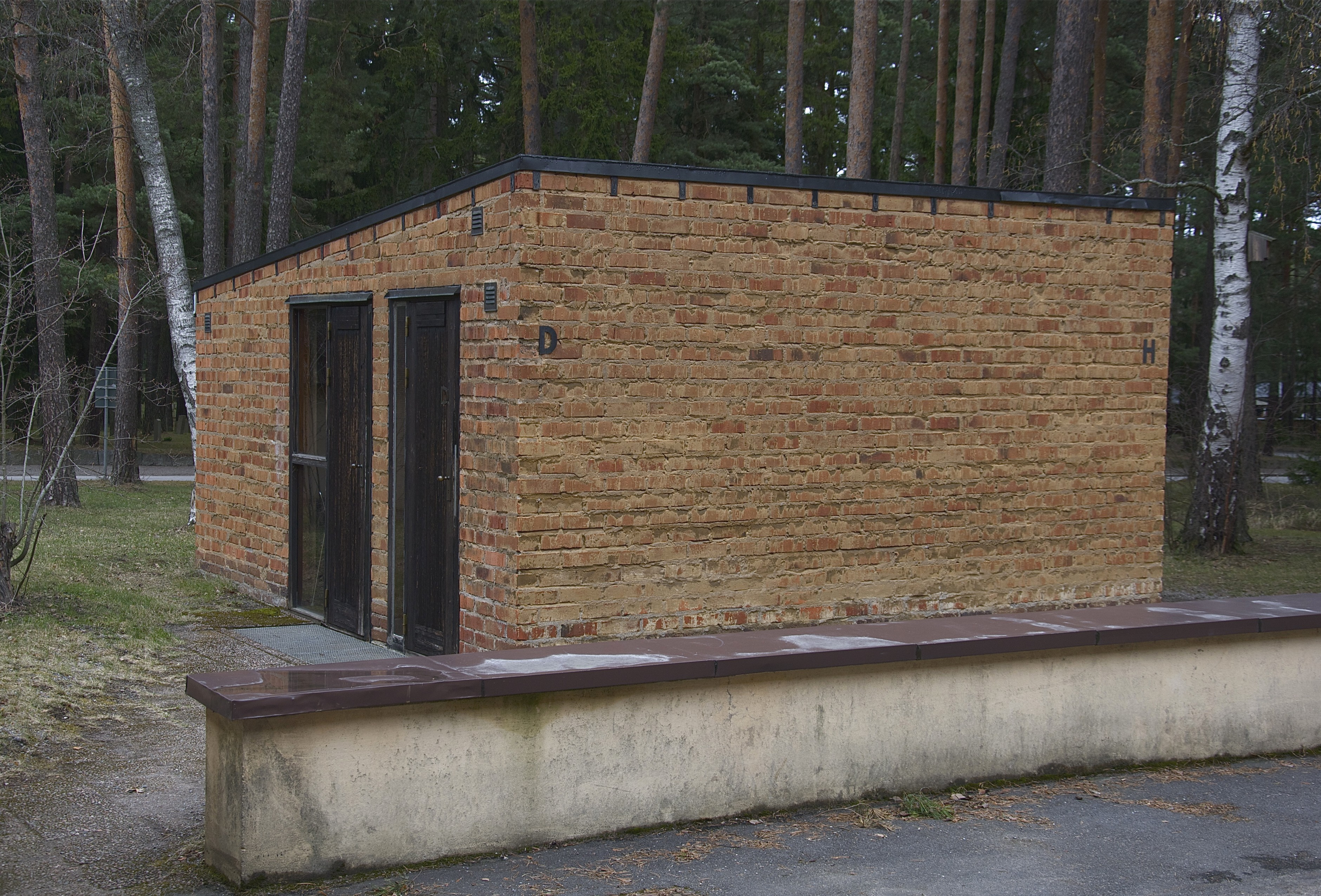
Lewerentz' toalettbyggnad från 1961.

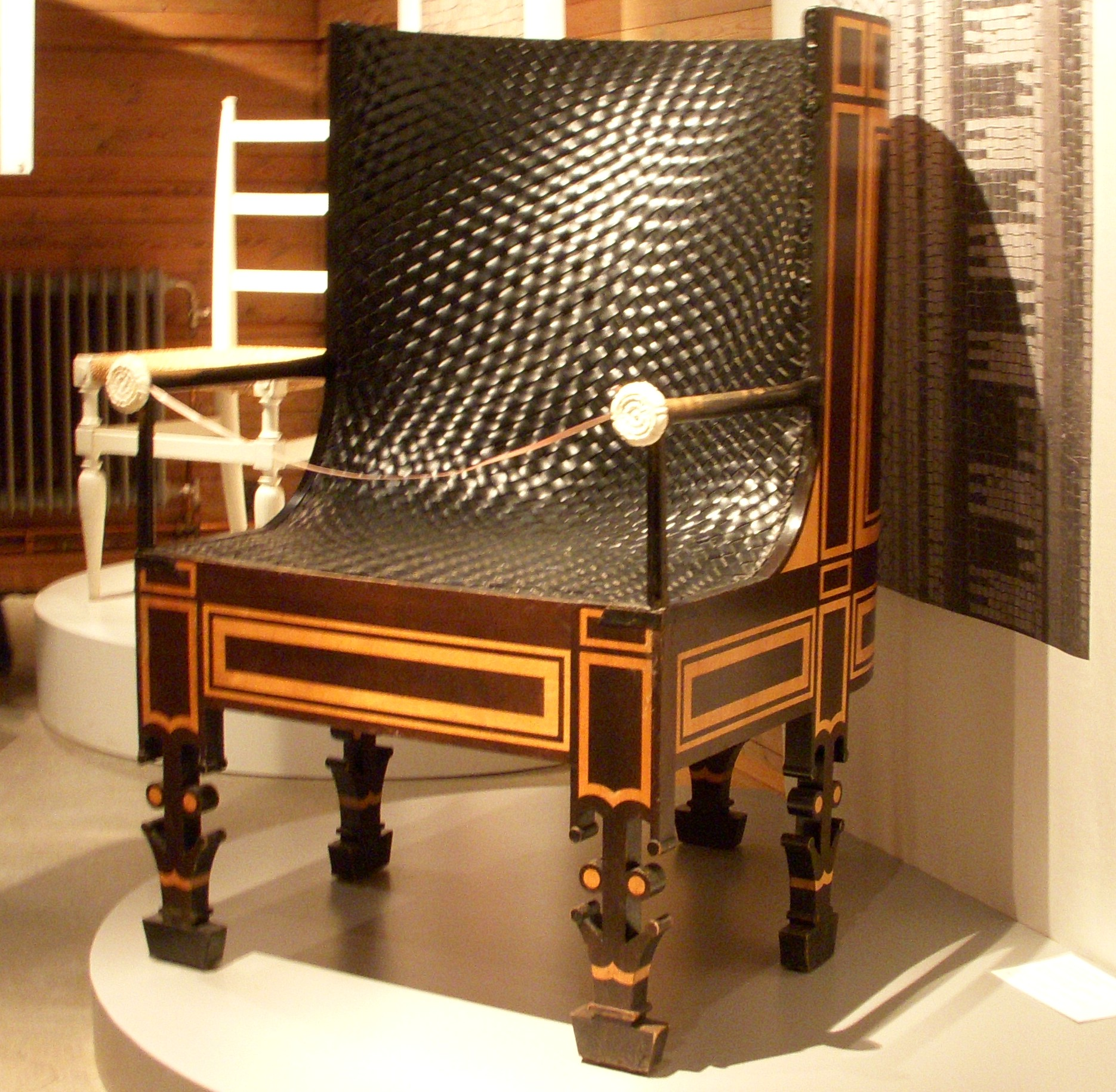
Officiantrummets länstol.

Uppståndelsekapellet består av en grupp av byggnader som ligger placerade vid slutet av Sju brunnars stig. Utöver själva kapellet finns en likbod med pelarhall, väntrum, toaletter och förråd. Kapellet är 8 meter brett, 22 meter långt och 13 meter högt. Byggnaden är hög och sluten, mot sydsidan finns några fönster, i västgaveln ligger utgången.  
Entréportiken med sina tolv kolonner av ignabergakalksten med kapitäl liknar ett klassiskt grekiskt tempel. Kapitälen är dock inte strikt korintiska, utan Lewerentz har renodlat uttrycket med en symmetrisk rad palmbladslika former högst upp, möjligen inspirerad av egyptiska kolonner eller kolonnerna vid Vindarnas torn i Aten. I entréportikens tympanon finns en skulpturgrupp skapad av Ivar Johnsson. Entréhallen är en helt fristående byggnad, den inre gaveln vänder sig mot kapellets långvägg; en gavel som ingen kan se, eftersom avståndet till kapellets fasad är för ringa. På en sektionsritning ser man dock en antydan att även denna "osynliga" gavel har gestaltats av arkitekten. Lewerentz betonade entréportikens självständighet ytterligare genom en vänstervridning i dess plan i förhållande till kapellbyggnadens långvägg. Det handlar bara om några få graders vridning som knappt kan uppfattas av en betraktare men som var viktig för arkitekten.
Fasaderna är putsade och avfärgade i gyllenockra kulör. Portiken är utförd av kalksten från Ignaberga, för golv och portomfattningar användes vit marmor. Taken är utformade som svagt lutande sadeltak och täckta med bandplåt.
Invändigt är kapellrummet 7 meter brett, 18,3 meter långt och 11,3 meter högt. Väggarna har en tjocklek av 0,5 meter. Vid rummets gavelvägg återkommer det klassiska motivet genom en hög, tempelliknande portal över altaret. Altarets friser är gjorda av konstnären Karl Reinhold Dahlqvist. Varje detalj är väl genomarbetat av Lewerentz, alltifrån de enkla stolarna klädda med svart sammet till det ljuddämpade kassettaket. För stuck- och dekorationsarbeten samt golvmosaik i kapell, väntrum och bisättningsrum anlitades stuckatören Augusto Conte. Genom kapellets enda fönster strålar södersolen in. Officiantens rum ligger en trappa upp och är möblerat av Lewerentz med bland annat en tung länstol, numera flyttad till Visitors Center. Genom en liten öppning i väggen kan officianten se ner i kapellrummet. Sigurd Lewerentz använde gyllene snittet vid proportioneringen av interiör och exteriör. 
Likboden med den öppna förhallen ligger ett tiotal meter väst om kapellet. Förhallens tak bärs upp av tjugo svarta kolonner med kapitäl i dorisk ordning.
Byggnaden recenserades i tidskriften Byggmästaren, där Sven Markelius var redaktör. Han skrev bland annat följande:
| ” | Formen talar ett rent språk, där klarhet aldrig förlorar sig i stämningsmystikens otydliga mummel. I sin helhet innebär anläggningen ett värdefullt tillskott till vår nyare byggnadskonst […] I den följdriktiga och monumentalt ändamålsbetonade lösningen av uppgiften ligger ett värde av mera bestående natur. På detta värde bör byggnadsverket kunna överleva den dag, då den klassiska dräkten i och för sig icke längre förmår fängsla vårt intresse... | „ |

Sigurd Lewerentz sista bidrag till Skogskyrkogården blev en toalett- och vaktbyggnad i brutalistisk stil från 1961 uppfört intill det nästa fyrtio år äldre Uppståndelsekapellet.

## Bilder

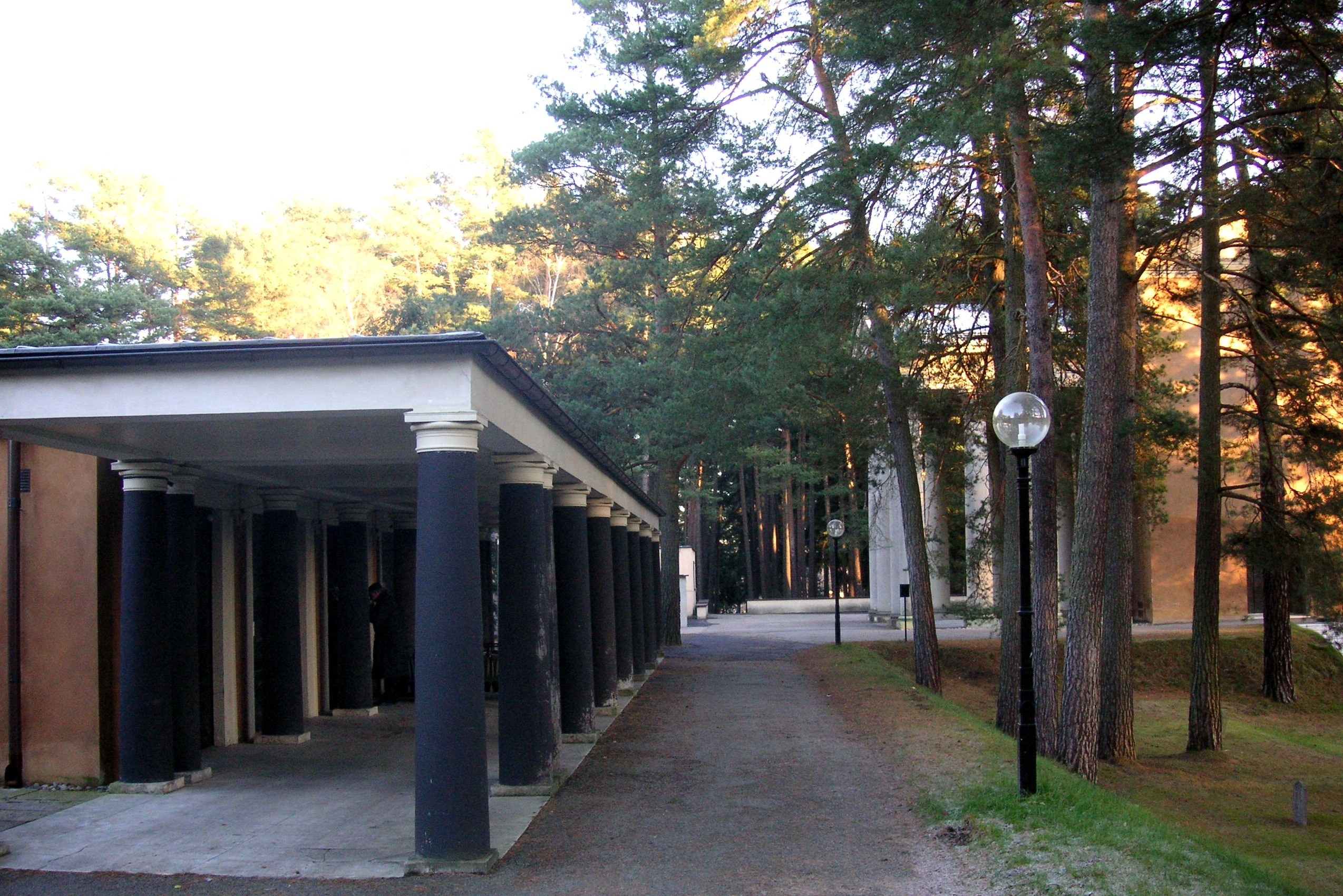
Likbodens pelarhall
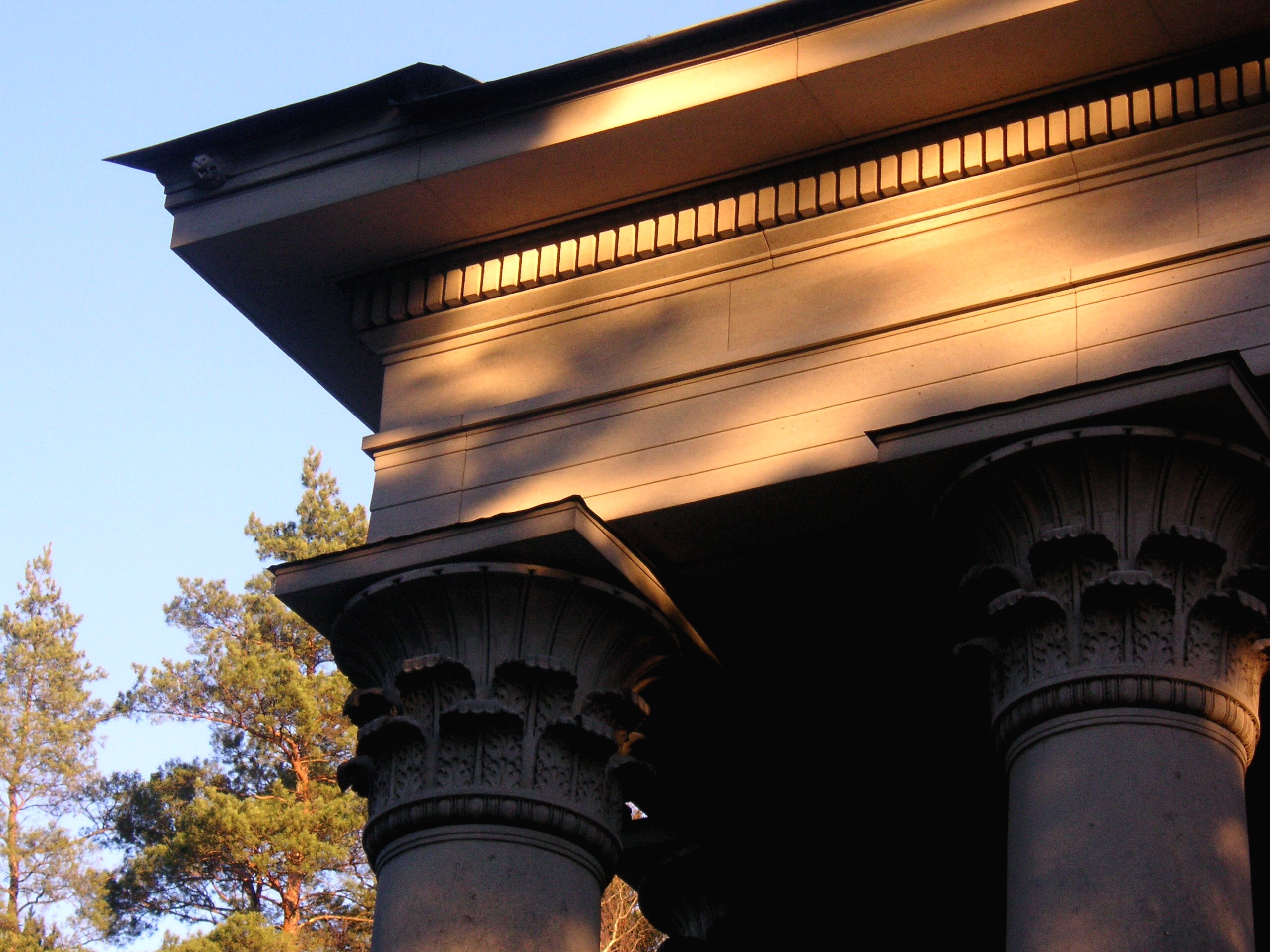
Kolonnens kapitäl
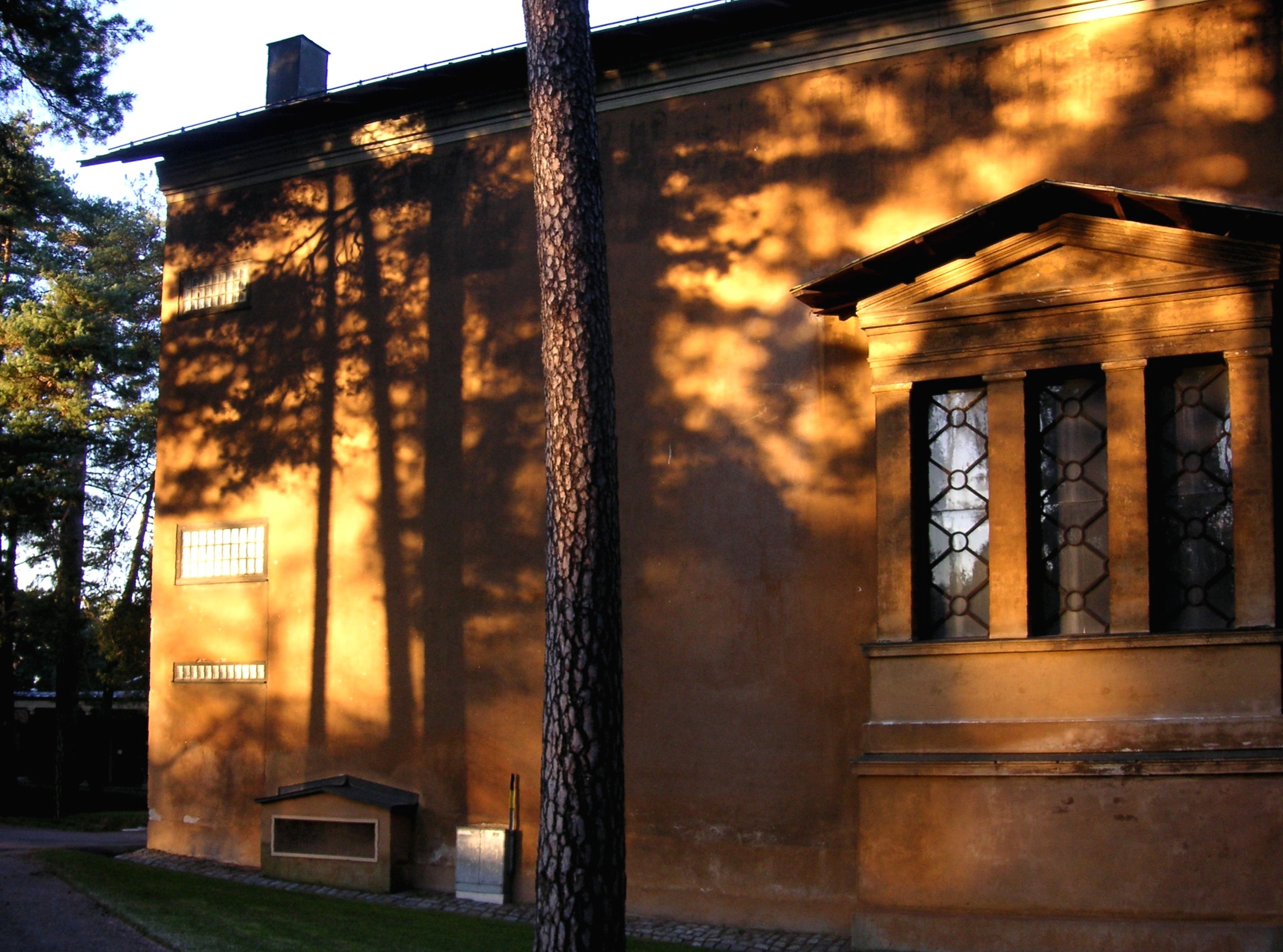
Kapellets sydsida
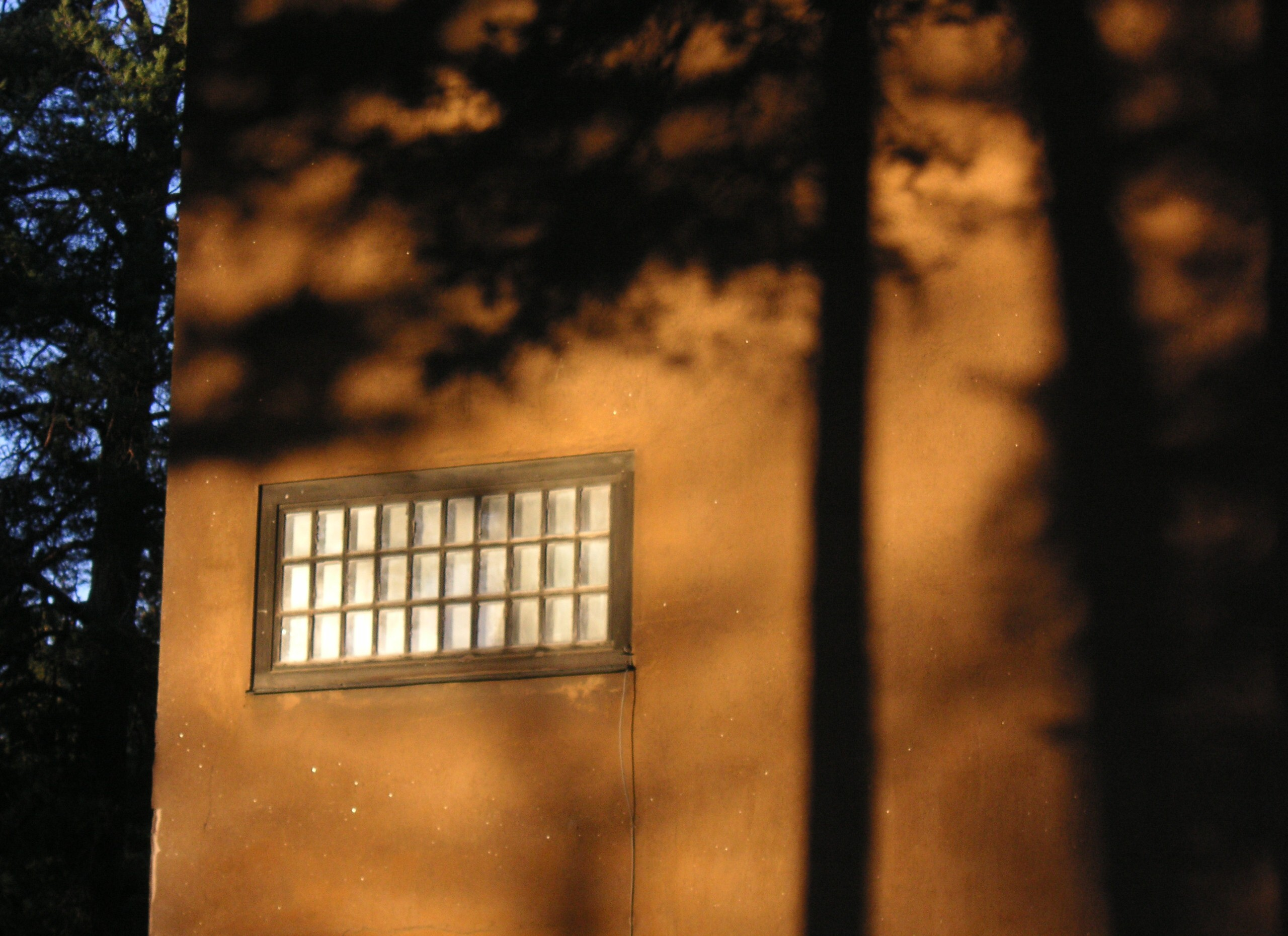
Officientens fönster